# James Lloydovich Patterson
James Lloydovich Patterson (tiếng Nga: Джемс Ллойдович Паттерсон, sinh ngày 17 tháng 7 năm 1933 - 22.05.2025) là một nhà thơ, nhà văn Liên Xô, đồng thời ông còn được biết đến như một diễn viên điện ảnh do đã từng tham gia bộ phim hài nổi tiếng Xiếc vào năm lên 4 tuổi.

## Tiểu sử và sự nghiệp

### Gia đình
- Cha: Lloyd Patterson
- Mẹ: Vera Ippolitovna Aralova

## Tác phẩm

### Thơ
- Nga. Phi châu (Россия. Африка, 1963)
- Mưa khai sinh (Рождение ливня, 1973)
- Đối thoại (Взаимодействие, 1978)
- Chim én mùa xuân (Зимние ласточки, 1980)
- Huệ tây đỏ (Красная лилия, 1984)

### Văn xuôi
- Biên niên ký Tay Trái: Tập truyện (Хроника левой руки: Новеллы, 1964)